# ProgPower USA
ProgPower USA ist ein Musikfestival, das jährlich in den Vereinigten Staaten stattfindet. Es wurde erstmals im Februar 2001 veranstaltet und hat seinen Ursprung im ProgPower Europe.

## Geschichte
Das Festival fand erstmals im Februar 2001 in Lansing (Illinois) statt. Die folgenden Festivals wurden im Center Stage Theater in Atlanta (Georgia) veranstaltet. Vor dem eigentlichen Festival finden als Warm-Up das Mid-Week Mayhem und später das Showcase statt. Ab 2016 wurden das Mid-Week Mayhem sowie das Kick-Off bzw. Showcase gestrichen. Stattdessen entschied man sich das ganze Festival auf vier Tage auszuweiten. Die Veranstaltungen in den Jahren 2020 und 2021 mussten aufgrund der COVID-19-Pandemie abgesagt werden.

## Line-Ups
| Jahr | 1. Tag | 2. Tag                                                                                          | 3. Tag | 4. Tag |
| ---- | --- | ----------------------------------------------------------------------------------------------- | --- | --- |
| 2022 | - Mindmaze - Klone - Flotsam and Jetsam - Hypocrisy | - Wilderun - Spektra - Seven Spires - Pain of Salvation - Stratovarius                          | - The Cyberiam - Æther Realm - Witherfall - Jason Bieler and The Baron von Bielski Orchestra - Jeff Scott Soto (Queen-Tribute) - Conception | - Arion - Thank You Scientist - Riot V - Ray Alder - Ihsahn - Turilli / Lione Rhapsody                                             |
| 2019 | - While Heaven Wept (Iron Mask sowie deren Ersatz Ancient Bards hatten abgesagt) - Theocracy (Ersatz für Secret Sphere) - Sanctuary (Ersatz für Pretty Maids) - Insomnium | - Tomorrow’s Eve - Mayan - Galneryus - Evergrey                                                 | - Paladin (Ersatz für Wind Rose) - Subsignal - Barren Earth - Psychotic Waltz - Orden Ogan - Seventh Wonder                                 | - Sorcerer - Jag Panzer - Caligula’s Horse - Poets of the Fall - Threshold - Demons & Wizards                                      |
| 2018 | - Voyager - Nocturnal Rites - Gloryhammer - Ross the Boss | - Angra - Dream Evil - Kingcrow - Cellar Darling                                                | - James LaBrie - Redemption - Labyrinth - Bloodbound - Persefone - Manimal                                                                  | - Tarja Turunen - Alestorm - Vuur - Soen - Eclipse - Triosphere                                                                    |
| 2017 | - Power Quest - Serenity - Orphaned Land - Haken | - Next to None - Twilight Force - Vanden Plas - Between the Buried and Me - Metal Church        | - Daydream XI - Distorted Harmony - Lords of Black - Angel Dust - Myrath - Mike Portnoy’s Shattered Fortress                                | - Seven Spires (als Ersatz für Teramaze) - Dynazty - Snowy Shaw - Pain - Amaranthe - Katatonia                                     |
| 2016 | - Lord - Stream of Passion - Spock’s Beard - DragonForce | - Ghost Ship Octavius (als Ersatz für Gloryhammer) - Pyramaze - Circus Maximus - Blind Guardian | - Ascendia - Vanishing Point - Freedom Call - The Gentle Storm - Scar Symmetry - Fates Warning                                              | - Savage Messiah - Serious Black - Green Carnation - Refuge (klassische Rage-Besetzung von 1988 bis 1993) - Haken - Devin Townsend |

| Jahr          | Hauptauftritte | Showcase/Kick-Off                                             | Mid-Week Mayhem                                                                    |
| ------------- | --- | ------------------------------------------------------------- | ---------------------------------------------------------------------------------- |
| 2015          | Freitag - Native Construct (als Ersatz für Anubis Gate) - Jeff Scott Soto (als Ersatz für Morgana Lefay) - Voyager - Anathema - Falconer Samstag - Helker - Dragonland (als Ersatz für Dynazty) - Riverside - Unleash the Archers (als Ersatz für Persefone) - Royal Hunt - Angra | - Almah, Dragonland, Armored Saint, Saxon                     | - Ashes of Ares (als Ersatz für While Heaven Wept), Voyager, Evergrey, Halcyon Way |
| 2014          | Freitag - Stratovarius - Seventh Wonder - Overkill - Leprous - Orden Ogan - Need Samstag - Jon Oliva’s Pain - Pain of Salvation - Masterplan - Voodoo Circle - Divided Multitude - Withem                                                                                         | - Pagan’s Mind, DGM, Draekon                                  | - Pain of Salvation, Theocracy, Vangough                                           |
| 2013          | Freitag - Damnation Angels - Myrath - Xandria - Wolverine - Ashes of Ares - Soilwork - Shadow Gallery Samstag - Divinity Compromised - Heaven’s Cry - Wolf - Circus Maximus - Armored Saint - Sabaton                                                                             | - Luca Turilli’s Rhapsody, Circle II Circle, In the Silence   | - Mindcrime (Queensrÿche-Tribute-Band), Mörglbl                                    |
| 2012          | Freitag - Sinbreed - Kingcrow - Amaranthe - Serenity - Primordial - Redemption - Epica Samstag - Beyond the Bridge (ersetzten Above Symmetry, die abgesagt hatten) - Lanfear - Solution .45 - Mystic Prophecy - Mayan - Pretty Maids - Symphony X                                 | - Nightwish, Kamelot                                          | - Nightwish, Kamelot                                                               |
| 2011          | Freitag - Creation’s End - Darkwater - Voyager - Eldritch - Mob Rules - Ihsahn (ersetzten Arcturus, die abgesagt hatten) - Sanctuary Samstag - Haken - While Heaven Wept - Red Circuit - Labyrinth - Forbidden (ersetzten Dream Evil, die abgesagt hatten) - Therion              | - Powerglove - Vanden Plas - Evergrey                         | - Evergrey                                                                         |
| 2010          | - Hammerfall - Kamelot - Delain - Tarot - DGM - Týr - Oceans of Sadness - Stormwarrior - Seventh Wonder - Nocturnal Rites - Illusion Suite - Leaves’ Eyes - Blackguard | - Accept - Leprous - Borealis - Six Minute Century            | - Ross the Boss - Vangough - Seven Kingdoms                                        |
| 2009          | - Fates Warning - Crimson Glory - Brainstorm - Royal Hunt - Pagan’s Mind - Sabaton - Orphaned Land - Diablo Swing Orchestra - Circus Maximus - Mindflow - Cage | - Primal Fear - Enchant - Suspyre - Futures End               |                                                                                    |
| 2008          | - Iced Earth - Amorphis - Jon Oliva’s Pain - Riverside - Mustasch - Iron Savior - Andromeda - Rob Rock - Elvenking - Spheric Universe Experience - Saint Deamon - Pathosray | - Helloween - Gamma Ray - Manticora                           | - Circle II Circle - Midnight - Eclipsed by Sanity                                 |
| 2007          | - All Star Jam - Sonata Arctica - After Forever - Primal Fear - Pagan’s Mind - Threshold - Redemption - Virgin Steele - Firewind - Communic - Raintime | - Freak Kitchen - Cellador - Krucible - Halcyon Way           |                                                                                    |
| 2006          | - Evergrey - Jørn Lande - Epica - Mercenary - Freak Kitchen - Thunderstone - Savage Circus - Vision Divine - Pyramaze - Zero Hour | - Circle II Circle - Leatherwolf - Circus Maximus - Theocracy |                                                                                    |
| 2005          | - Stratovarius - Angra - Conception - Therion - Orphaned Land - Pink Cream 69 - Symphorce - Manticora - Circus Maximus - Stride | - Outworld - Orphaned Land - D.C. Cooper - Dreamscape         |                                                                                    |
| 2004          | - Savatage - Edguy - Kamelot - Pain of Salvation - Tad Morose - Brainstorm - Wuthering Heights - Dreamscape - Adagio - Into Eternity | - Prototype - Magistral - Enertia - Halcyon Way               |                                                                                    |
| 2003          | - Nightwish - Rage - Symphony X - Evergrey - Circle II Circle - Vanden Plas - Secret Sphere - Mercenary - Pagan’s Mind - Redemption | - Katagory V - Stride - Prymary                               |                                                                                    |
| 2002          | - Blind Guardian - Gamma Ray - Angra - Pain of Salvation - Devin Townsend - Edguy - Threshold - Silent Force - Reading Zero - Zero Hour | - Magistral - Cea Serin - Persephone’s Dream                  |                                                                                    |
| November 2001 | - Symphony X - Kamelot - Evergrey - Ark - Angel Dust - Steel Prophet - Spiral Architect - Nightingale - Balance of Power - Superior |                                                               |                                                                                    |
| Februar 2001  | - Symphony X - Pain of Salvation - Evergrey - Jag Panzer - Destiny’s End - Ion Vein - Reading Zero - Zero Hour - Power of Omens - Etheria - Onward |                                                               |                                                                                    |